# Routt County
Routt County is een county in de Amerikaanse staat Colorado.
De county heeft een landoppervlakte van 6.116 km² en telt 19.690 inwoners (volkstelling 2000). De hoofdplaats is Steamboat Springs.